# Torneo Sub-17 de la Concacaf de 2005
El Torneo Sub-17 de la Concacaf de 2005 se llevó a cabo en Costa Rica y México del 12 de abril al 21 de mayo y contó con la participación de 8 selecciones infantiles de Norteamérica, Centroamérica y el Caribe provenientes de una fase eliminatoria.
Estados Unidos, México y Costa Rica clasificaron a la Copa Mundial de Fútbol Sub-17 de 2005 a celebrarse en Perú.

## Grupo A
Los partidos se jugaron en Heredia, Costa Rica.
| # | País           | J | G | E | P | GF | GC | PTS | +/- |
| - | -------------- | - | - | - | - | -- | -- | --- | --- |
| 1 | Estados Unidos | 3 | 2 | 1 | 0 | 6  | 2  | 7   | +4  |
| 2 | Costa Rica     | 3 | 2 | 0 | 1 | 6  | 3  | 6   | +3  |
| 3 | Cuba           | 3 | 0 | 2 | 1 | 3  | 5  | 2   | -2  |
| 4 | El Salvador    | 3 | 0 | 1 | 2 | 3  | 7  | 1   | -4  |

| 2 de abril de 2005 | El Salvador | 0 - 3 | Estados Unidos                            | Estadio Eladio Rosabal Cordero, Heredia              |                                                      |
|                    |             | [http://www.concacaf.com/competitions/matchreport/575.pdf (enlace roto disponible en Internet Archive; véase el historial, la primera versión y la última). Reporte] | Soroka 18' · Nakazawa 28' · Zimmerman 87' | Asistencia: 250 espectadores Árbitro(s): Elmar Rodas | Asistencia: 250 espectadores Árbitro(s): Elmar Rodas |

| 2 de abril de 2005 | Costa Rica                      | 3 - 0 | Cuba | Estadio Eladio Rosabal Cordero, Heredia                    |                                                            |
|                    | Solórzano 14' 56' · Guardia 42' | [http://www.concacaf.com/competitions/matchreport/576.pdf (enlace roto disponible en Internet Archive; véase el historial, la primera versión y la última). Reporte] |      | Asistencia: 800 espectadores Árbitro(s): Lucinio Rodríguez | Asistencia: 800 espectadores Árbitro(s): Lucinio Rodríguez |

| 4 de abril de 2005 | Cuba          | 1 - 1 | Estados Unidos | Estadio Eladio Rosabal Cordero, Heredia                  |                                                          |
|                    | Hernández 64' | [http://www.concacaf.com/competitions/matchreport/577.pdf (enlace roto disponible en Internet Archive; véase el historial, la primera versión y la última). Reporte] | Nakazawa 1'    | Asistencia: 1,000 espectadores Árbitro(s): Rolando Vidal | Asistencia: 1,000 espectadores Árbitro(s): Rolando Vidal |

| 4 de abril de 2005 | Costa Rica                | 2 - 1 | El Salvador | Estadio Eladio Rosabal Cordero, Heredia                  |                                                          |
|                    | García 29' · Sandoval 83' | [http://www.concacaf.com/competitions/matchreport/578.pdf (enlace roto disponible en Internet Archive; véase el historial, la primera versión y la última). Reporte] | Escobar 47' | Asistencia: 1,000 espectadores Árbitro(s): Manuel Glower | Asistencia: 1,000 espectadores Árbitro(s): Manuel Glower |

| 6 de abril de 2005 | Cuba                         | 2 - 2 | El Salvador              | Estadio Eladio Rosabal Cordero, Heredia                     |                                                             |
|                    | Hernández 19' · Villegas 26' | [http://www.concacaf.com/competitions/matchreport/579.pdf (enlace roto disponible en Internet Archive; véase el historial, la primera versión y la última). Reporte] | Serrano 43' · Flores 84' | Asistencia: 2,000 espectadores Árbitro(s): Steven Del Piero | Asistencia: 2,000 espectadores Árbitro(s): Steven Del Piero |

| 6 de abril de 2005 | Estados Unidos             | 2 - 1 | Costa Rica  | Estadio Eladio Rosabal Cordero, Heredia                      |                                                              |
|                    | Besagno 10' · González 60' | [http://www.concacaf.com/competitions/matchreport/579.pdf (enlace roto disponible en Internet Archive; véase el historial, la primera versión y la última). Reporte] | Quesada 66' | Asistencia: 3,500 espectadores Árbitro(s): Lucinio Rodríguez | Asistencia: 3,500 espectadores Árbitro(s): Lucinio Rodríguez |

## Grupo B
Los partidos se jugaron en Culiacán, México.
| # | País     | J | G | E | P | GF | GC | PTS | +/- |
| - | -------- | - | - | - | - | -- | -- | --- | --- |
| 1 | México   | 3 | 3 | 0 | 0 | 7  | 0  | 9   | +7  |
| 2 | Honduras | 3 | 1 | 1 | 1 | 3  | 4  | 4   | -1  |
| 3 | Canadá   | 3 | 1 | 0 | 2 | 5  | 4  | 3   | +1  |
| 4 | Haití    | 3 | 0 | 1 | 2 | 1  | 8  | 1   | -7  |

| 7 de mayo de 2005 | Canadá | 0 - 2 | Honduras               | Estadio Carlos González y González, Culiacán             |                                                          |
|                   |        | [http://www.concacaf.com/competitions/matchreport/581.pdf (enlace roto disponible en Internet Archive; véase el historial, la primera versión y la última). Reporte] | Ávila 4' · Sánchez 43' | Asistencia: 200 espectadores Árbitro(s): Ricardo Salazar | Asistencia: 200 espectadores Árbitro(s): Ricardo Salazar |

| 7 de mayo de 2005 | México                       | 2 - 0 | Haití | Estadio Carlos González y González, Culiacán                 |                                                              |
|                   | Esparza 10' · Dos Santos 59' | [http://www.concacaf.com/competitions/matchreport/582.pdf (enlace roto disponible en Internet Archive; véase el historial, la primera versión y la última). Reporte] |       | Asistencia: 2,500 espectadores Árbitro(s): Alexandro Jiménez | Asistencia: 2,500 espectadores Árbitro(s): Alexandro Jiménez |

| 9 de mayo de 2005 | Canadá                                                            | 5 - 0 | Haití | Estadio Carlos González y González, Culiacán          |                                                       |
|                   | Lammie 10' 67' · Pereira 31' · Beaulieu-Bourgault 45' · Haber 73' | [http://www.concacaf.com/competitions/matchreport/583.pdf (enlace roto disponible en Internet Archive; véase el historial, la primera versión y la última). Reporte] |       | Asistencia: 100 espectadores Árbitro(s): Joel Aguilar | Asistencia: 100 espectadores Árbitro(s): Joel Aguilar |

| 9 de mayo de 2005 | Honduras | 0 - 3 | México                                          | Estadio Carlos González y González, Culiacán           |                                                        |
|                   |          | [http://www.concacaf.com/competitions/matchreport/584.pdf (enlace roto disponible en Internet Archive; véase el historial, la primera versión y la última). Reporte] | Andrade 38' · Juárez 42' (pen) · Dos Santos 46' | Asistencia: 950 espectadores Árbitro(s): Olguer Mejías | Asistencia: 950 espectadores Árbitro(s): Olguer Mejías |

| 11 de mayo de 2005 | Haití         | 1 - 1 | Honduras | Estadio Carlos González y González, Culiacán                |                                                             |
|                    | Philistin 32' | [http://www.concacaf.com/competitions/matchreport/585.pdf (enlace roto disponible en Internet Archive; véase el historial, la primera versión y la última). Reporte] | Sosa 58' | Asistencia: 700 espectadores Árbitro(s): José René Guerrero | Asistencia: 700 espectadores Árbitro(s): José René Guerrero |

| 11 de mayo de 2005 | México                    | 2 - 0 | Canadá | Estadio Carlos González y González, Culiacán               |                                                            |
|                    | Villaluz 11' · Guzmán 86' | [http://www.concacaf.com/competitions/matchreport/586.pdf (enlace roto disponible en Internet Archive; véase el historial, la primera versión y la última). Reporte] |        | Asistencia: 3,500 espectadores Árbitro(s): Ricardo Salazar | Asistencia: 3,500 espectadores Árbitro(s): Ricardo Salazar |

## Playoff
| Equipo 1   | Agr. | Equipo 2 | Ida | Vuelta |
| ---------- | ---- | -------- | --- | ------ |
| Costa Rica | 3-2  | Honduras | 2-1 | 1-1    |

| 9 de junio de 2005 | Costa Rica               | 2 – 1 | Honduras   | Estadio Ricardo Saprissa Aymá, Tibás, Costa Rica        |                                                         |
|                    | Quesada 25' · Borges 27' |       | García 39' | Asistencia: 1,073 espectadores Árbitro(s): Joel Aguilar | Asistencia: 1,073 espectadores Árbitro(s): Joel Aguilar |

| 3 de julio de 2005 | Honduras  | 1 – 1 (t. s.)(0 - 1 t. s.) | Costa Rica   | Estadio Tiburcio Carías Andino, Tegucigalpa, Honduras         |                                                               |
|                    | Oliva 84' |                            | Quesada 101' | Asistencia: 25,000 espectadores Árbitro(s): Rubén Castellanos | Asistencia: 25,000 espectadores Árbitro(s): Rubén Castellanos |

## Clasificados al Mundial Sub-17
| - Costa Rica | - Estados Unidos | - México |